# امامزاده شاه‌رضا
جعفر بن موسی کاظم (شاهرضا) به اعتقاد اکثریت مردم از فرزندان موسی بن جعفر و از برادران علی بن موسی است. بنا بر آنچه از اسناد در دست است قول صحیح‌تر این است که شاهرضا از فرزندان بلافصل موسی کاظم بود و در دامنه کوهی که امروز در جوار حرم است کشته شده است و سرش از تن جدا شد که در طوقچی اصفهان (بقعه راس الرضا) دفن شده است.حاج محمدابراهیم همت فرمانده لشکر۲۷ محمد رسول الله هم که در عملیات خیبر کشته شد و همچنین بابا رستم بختیاری از عارفان مشهور قرن سیزدهم قمری که در ابتدای دوره قاجاریه می‌زیست و به رستم بیک نیز شهرت دارد در این مکان دفن شده اند.
مقبره امامزاده شاه رضا مربوط به دوره صفوی است. این بنا در ورودی شهرضا و در کنار کوهی به نام کوه سفیدی واقع شده است و با توجه به فضای سرسبز موجود در این منطقه مسافرانی که از سوی اصفهان به شهرضا وارد می‌شوند این مکان را خواهند دید.
این اثر در تاریخ ۱۵ دی ۱۳۱۰ با شمارهٔ ثبت ۱۳۰ به‌عنوان یکی از آثار ملی ایران به ثبت رسیده است.